# 미사대로
미사대로(渼沙大路, 하남시도 제176호선)는 서울특별시 강동구 고덕동 강일 나들목에서 경기도 하남시 배알미동 팔당댐삼거리를 잇는 도로이다. 하남시의 주요 교통망이며, 이 도로의 시점에서 수도권제1순환고속도로와 연결되며 올림픽대로와 직결된다. 팔당대교 남단에서 팔당대교를 건너면 국도 제6호선과 연결되고 팔당대교 남쪽으로 가면 중부고속도로 하남 나들목과도 연결되며 하남 시내와도 연결된다. 팔당대교를 지나 팔당댐 남단에서 태허정로와 직결되며, 경기도 광주시로 이어진다.

## 역사
- 2009년 7월 10일 : 2개 이상 시·도에 걸쳐 있는 도로로 미사대로를 고시[2]

## 주요 경유지
서울특별시
- 강동구 강일동

경기도
- 하남시 (선동 · 망월동 · 덕풍동 · 신장동 · 창우동 · 배알미동)

## 노선
| 이름                  | 접속 노선                                | 소재지            | 소재지            | 비고                    |
| 올림픽대로와 직결     | 올림픽대로와 직결                        | 올림픽대로와 직결 | 올림픽대로와 직결 | 올림픽대로와 직결       |
| --------------------- | ---------------------------------------- | ----------------- | ----------------- | ----------------------- |
| 강일 나들목           | 고속국도 제100호선 수도권제1순환고속도로 | 서울특별시        | 강동구            | 서울양양고속도로와 중복 |
| 선동교차로            | 미사강변대로                             | 경기도            | 하남시            | 서울양양고속도로와 중복 |
| 미사교차로            | 고속국도 제60호선 서울양양고속도로       | 경기도            | 하남시            | 서울양양고속도로와 중복 |
| 한강유역환경청 교차로 | 미사동로 아리수로                        | 경기도            | 하남시            |                         |
| (이름 없음)           | 미사강변남로                             | 경기도            | 하남시            |                         |
| 조정카누경기장 교차로 | 조정대로                                 | 경기도            | 하남시            |                         |
| 신풍지하차도          | 신평로                                   | 경기도            | 하남시            |                         |
| 덕풍교 산곡교         |                                          | 경기도            | 하남시            |                         |
| 팔당대교남단 교차로   | 국도 제45호선 (창우로)                   | 경기도            | 하남시            | 국도 제45호선과 중복    |
| 배알미대교            |                                          | 경기도            | 하남시            | 국도 제45호선과 중복    |
| 배알미삼거리          | 미사대로1258번길                         | 경기도            | 하남시            | 국도 제45호선과 중복    |
| 팔당댐삼거리          | 팔당댐 국가지원지방도 제88호선           | 경기도            | 하남시            | 국도 제45호선과 중복    |
| 태허정로와 직결       |                                          |                   |                   |                         |

## 자동차 전용도로
강일 나들목 ~ 미사교차로 구간은 서울양양고속도로 중첩 구간이기 때문에 보행자, 자전거 등은 통행할 수 없다. 이륜자동차(모터사이클 혹은 오토바이)는 긴급자동차(싸이카 및 소방용 모터사이클 등)에 한해 통행이 가능하며, 그 밖의 이륜자동차는 통행할 수 없다.